# Никольск (Усть-Ишимский район)
Нико́льск — село в Усть-Ишимском районе Омской области. Административный центр Никольского сельского поселения.

## История
Основано в 1891 году. В 1926 году деревня Ново-Никольская состояла из 61 хозяйства, основное население — марийцы. В административном отношении являлась центр Ново-Никольского сельсовета Усть-Ишимского района Тарского округа Сибирского края.
В 1963 году указом Президиума Верховного Совета РСФСР селу Ново-Никольск присвоено наименование Никольское.

## Население
| 1926 | 2010 |
| ---- | ---- |
| 337  | ↗391 |